# Elaine Paige Live
Elaine Paige Live – album koncertowy brytyjskiej wokalistki Elaine Paige, nagrany podczas serii koncertów jubileuszowych w 2009 dla uświetnienia 40-letniej obecności wokalistki na scenie.
Płytę wyprodukowała Paige oraz dyrektor muzyczny trasy Chris Egan. Nagrania dokonano w centrum koncertowym Vicar Street w Dublinie. Materiał to piosenki wykonywane przez Paige w spektaklach oraz podczas przesłuchań do musicali. Do takich należy Yesterday Beatlesów. Piosenka Shoot the Breeze jest kompozycją aktora Dustina Hoffmana. Płytę zamyka wersja studyjna piosenki The Things You Are to Me nagrana przez Paige dla zespołu Secret Garden na ich albumie Inside I'm Singing. 
W Stanach Zjednoczonych album nosi tytuł Live – Celebrating A Life On Stage. DVD zawierający podobny materiał wydano pod nazwą Elaine Paige – Celebrating 40 Years on Stage. 

## Lista utworów
1. „Life Goes On” (Craig Doerge/Paul Williams)
2. „Tomorrow" (Charles Strouse/Martin Charnin) z musicalu Annie
3. „Easy to Be Hard” (Galt MacDermot/James Rado/Gerome Ragni) z musicalu Hair
4. „Broadway Baby” (Stephen Sondheim)
5. „I Don't Know How to Love Him” (Tim Rice/Andrew Lloyd Webber) z musicalu Jesus Christ Superstar
6. „Shoot the Breeze” (Dustin Hoffman/Bette Midler)
7. „Yesterday” (John Lennon/Paul McCartney)
8. „Argentina Introduction” (Andrew Lloyd Webber) z musicalu Evita
9. „Don't Cry for Me Argentina” (Tim Rice/Andrew Lloyd Webber) z musicalu Evita
10. „As If We Never Said Goodbye” (Andrew Lloyd Webber/Don Black/Christopher Hampton/Amy Powers) z musicalu Sunset Boulevards
11. „By the Sea” (Stephen Sondheim) z musicalu Sweeney Todd
12. „I Get a Kick Out of You” (Cole Porter)
13. „I Know Him So Well” (Benny Andersson/Björn Ulvaeus/Tim Rice) z musicalu Chess
14. „Poor Old John” (Marguerite Monnot/Rene Rouzaud/Mitchell)
15. „Non, Je Ne Regrette Rien” (Charles Dumont/Michel Vaucaire/Edith Piaf)
16. „Hymne a L'Amour (If You Love Me)” (Marguerite Monnot/Edith Piaf/Geoffrey Parsons)
17. „Memory” (Andrew Lloyd Webber/T.S. Eliot/Trevor Nunn) z musicalu Koty
18. „With One Look” (Andrew Lloyd Webber/Don Black/Christopher Hampton/Amy Powers) z musicalu Sumset Boulevard
19. „The Things You Are to Me” (Brendan Graham/Rolf Løvland)

## Muzycy
- Elaine Paige - wokal
- Chris Egan - kierownik muzyczny, fortepian
- Neil Angilley - instrumenty klawiszowe
- Paul Frankish - instrumenty klawiszowe
- Pete Callard - gitara elektryczna, gitara akustyczna
- Andy Pask - gitara basowa
- Mike Smith - perkusja
- Steve Socci - instrumenty perkusyjne